# کسی که باید عاشقش باشم
کسی که باید عاشقش باشم (به هندی: Kis Kisko Pyaar Karoon) فیلمی محصول سال ۲۰۱۵ و به کارگردانی عباس-موستان است. در این فیلم بازیگرانی همچون کاپیل شارما، ارباز خان، سوی لوکار، مانجاری فاندیس، الی آورام، سیمران موندی، وارون شارما، سوپریا پاتاک، شارات ساکسنا ایفای نقش کرده‌اند.